# Paul Havrez
Paul Havrez (1838-1875) est un chimiste belge, découvreur d'une formule du benzène, qu'il soumet pour publication en novembre 1864 ; l'article novateur est publié en 1865 quelques mois après Friedrich Kekulé von Stradonitz.

## Biographie
Diplômé ingénieur des mines de l'université de Liège, Paul Havrez fut directeur de l'École professionnelle de Verviers et professeur de physique et chimie appliquées à l'École des arts industriels et des mines (École centrale de Lille) .

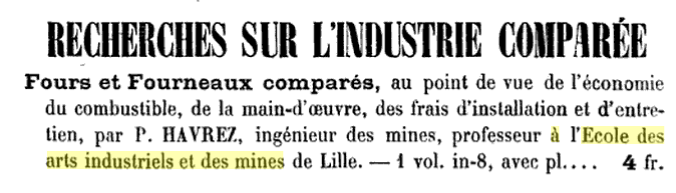
Fours et fourneaux comparés, P. Havrez, ingénieur des mines, professeur à l'Ecole des arts industriels et des mines de Lille, 1862

## Formule tridimensionnelle du benzène
« Paul Havrez (1838-1875) a proposé deux modèles très symétriques, remplissant l'espace de la molécule de benzène, quelques mois seulement après la proposition séminale de Friedrich Kekulé von Stradonitz d'une structure de benzène cyclique. Un de ces modèles est caractérisé par l'hypothèse révolutionnaire de l'égalité de 3 / 2 liens entre tous les atomes de carbone voisins, en contraste avec la formule de Kekulé qui suppose une alternance de liaisons simples et doubles. Le modèle d'Havrez pourrait être considéré comme un précurseur de la structure du benzène avec des liaisons π délocalisée. »